# USS Albert David (FF-1050)
La USS Albert David (FF-1050) fue una fragata de la clase García de la Armada de los Estados Unidos. Fue transferida a Brasil y renombrada CT Pará (D-27).

## Historia
Fue puesto en gradas el 29 de abril de 1964, fue botado el 19 de diciembre de 1964, y fue dada de alta por la Armada el 19 de octubre de 1968. Tras 20 años de servicio, pasó a retiro el 28 de septiembre de 1988. Posteriormente fue incorporada por la Marina de Brasil (MB), el 18 de septiembre de 1989 y renombrada CT Pará (D-27). Su antecesor con ese nombre fue el destructor USS Guest, que sirvió en la MB entre 1959 y 1978. Finalmente, causó baja el 12 de noviembre de 2008.